# Charles Fort (Bridgetown)
Charles Fort (originalmente Needham's Fort ) es una fortaleza militar histórica y Patrimonio de la Humanidad por la UNESCO en Bridgetown, Barbados. Fue construido originalmente en 1650 y reconstruido en 1811.Está situado en Needham's Point, en el lado suroeste de la isla, con vistas a la bahía de Carlisle.Hoy en día, la fortaleza está ubicado en los terrenos del Hilton Barbados Resort. 

## Historia
En 1650, se construyó una fortaleza en Needham's Point (llamado Needham's Fort) para proteger la bahía de Carlisle y Bridgetown de los ataques enemigos.La Guerra Civil Inglesa acababa de terminar y Barbados preparó para ataques posibles de los británicos.Oliver Cromwell acababa de derrocar a la monarquía británica, pero Barbados permaneció leal a los realistas y reconoció como rey al exiliado Carlos II.
En 1651, la Fortaleza de Needham ayudó a la milicia local a impedir el desembarco exitoso de las tropas de Cromwell, comandadas por George Ayscue. Este evento resultó en la Carta de Barbados (o el Tratado de Oistins) en 1652, que puso fin a los combates entre Barbados y la Commonwealth inglesa. En 1660, cuando Carlos II fue reinstalado en el trono británico, la fortaleza pasó a llamarse Charles Fort. 
En 1665, Charles Fort defendió con éxito Barbados del ataque sorpresa de los holandeses, comandados por Michiel De Ruyter.
En la década de 1740, la fortaleza se fortificó aún más. Fue reconstruido en piedra y se le añadieron dos baterías adicionales a cada lado. 
George Washington visitó Charles Fort durante su visita a Barbados en 1751-1752.Cenó con el Capitán en la fortaleza varias veces durante sus seis semanas en la isla.Charles Fort y Saint Ann's Fort fueron los primeros fortalezas militares que Washington vio. 
La fortaleza fue propiedad de la Colonia de Barbados hasta 1836, cuando fue adquirido por la Corona. Fue dado de baja en 1905. 
En 1966, los restos del fuerte fueron estabilizados durante la construcción del Hotel Hilton original en Barbados.En 2004, con la construcción del Hilton Barbados Resort, se tomaron medidas adicionales de conservación y restauración. 